# Gustav Fechner
Pour les articles homonymes, voir Fechner.
Gustav Theodor Fechner (1801-1887) est un philosophe et psychologue allemand connu pour être l'un des fondateurs de la psychologie expérimentale et de la psychophysique. Il a notamment formulé la loi de Weber-Fechner, qui propose une relation générale entre la grandeur physique d'un stimulus et la sensation.

## Biographie
Gustav Fechner est né à Gross Särchen (Lusace, Prusse), en 1801 et mort à Leipzig en 1887. Orphelin à 5 ans de son père, un pasteur, son oncle, pasteur aussi, pourvoit à son éducation ; néanmoins, la religion protestante l'influencera peu. Il entre à la faculté de médecine à l'âge de 16 ans, puis la délaisse pour assister aux cours d'Ernst Heinrich Weber qui enseigne la physiologie et les mathématiques à Leipzig.
En 1839, Fechner s'intéresse au problème de l'âme. Il publie ses résultats en 1851, affirmant que la conscience est diffuse partout dans l'Univers, que l'âme ne meurt pas. Ses travaux mélangent ensuite, jusqu'à la fin de sa vie, psychologie, physique et métaphysique.
L'idée directrice de Fechner repose sur l'existence d'un parallélisme psychophysique entre l'esprit (psycho) et le corps (physique). Sur le plan philosophique, c'est une position inspirée de Baruch Spinoza, qui conclut que matière et esprit sont indissociables, comme les deux faces d'une même médaille.

### «La révélation de Fechner»
Le 22 octobre 1850, alors qu'il est encore au lit, Gustav Fechner a une révélation. Il pense avoir résolu tout à coup une vieille énigme philosophique, celle de la relation entre l'âme et le corps. Il pense même avoir trouvé comment la mesurer : grâce à une équation mathématique simple reliant l'intensité de la sensation (ce que l'on ressent subjectivement) à celle du stimulus. L'histoire des sciences a retenu ce 22 octobre comme date de fondation de la psychophysique.

## Psychophysique, loi de Weber-Fechner
Gustav Fechner est l'instigateur de la psychophysique, une science visant à mesurer des phénomènes d'ordre psychologique.
Il met en œuvre une méthode inspirée des sciences exactes pour relier une grandeur physique, mesurable, à une sensation, personnelle, intime, et non communicable. Il demande à des « sujets », placés dans des situations où le moins d'évènements possible vont les distraire de leur tâche, de classer des perceptions de stimulus physique. Ce stimulus peut être une lumière, un son, un poids, ou tout autre phénomène susceptible de donner une échelle de sensations. Le sujet doit, la plupart du temps, dire si le stimulus présenté en second est moins fort, plus fort ou égal au premier.
Il mesure ainsi la plus petite différence d'intensité perceptible (« JND (just noticeable difference) ») du stimulus. Cette grandeur constitue pour lui le pas élémentaire de l'échelle de sensation. Ses expériences l'amènent à conclure que ce pas est relatif. L'échelle des stimulus produisant la croissance linéaire de la sensation est donc en progression géométrique, et réciproquement la sensation est un logarithme de l'intensité de la stimulation. C'est la loi de Weber-Fechner :
{\displaystyle S=k\log I} ou son équivalent {\displaystyle S=\log _{b}I}
où S est la gradation de l'échelle des sensations, k ou b sont des constantes et I l'intensité de la stimulation.
L'objectif de quantification des sensations s'est maintenu jusqu'à nos jours dans les domaines les plus divers, malgré les objections philosophiques. Stanley Smith Stevens a produit une variante de la loi de Fechner, la loi de Stevens, qui remplace le logarithme par une fonction de puissance à partir d'un autre paradigme expérimental. Stevens a voulu intégrer à l'expérience les capacités d'évaluation. Il a demandé aux sujets de rechercher un stimulus moyen entre deux stimulus nettement distincts par leur intensité.

### Objections et critiques
Hermann von Helmholtz soumit la loi de Weber-Fechner à une critique rigoureuse. Il la considérait comme spéculative car trop générale. Il note qu'elle est contradictoire avec l'existence d'un seuil de détection, en deçà duquel le sujet ne manifeste aucune sensation, et que les stimulus proches de ce niveau ne la vérifient pas.
Ewald Hering, qui avait été l'élève de Fechner, entreprit en 1875 une critique générale basée autant sur la révision des faits produits par Fechner que sur sa méthode et ses hypothèses.
Le philosophe Henri Bergson a mis en cause le principe même de la psychophysique de Fechner. Dans l'Essai sur les données immédiates de la conscience, le premier chapitre critique le dispositif qui aboutit aux formules de Fechner, et le second lui reproche une approche en réalité spatiale (du temps projeté sur l'espace) des réalités psychologiques et de les réduire à la quantité qui est la caractéristique des objets matériel saisis dans l'espace, alors que les réalités psychologiques relèvent d'une autre dimension que Bergson appelle la durée.
La loi de Fechner sert de base implicite à toutes les applications psychophysiques qui utilisent un échelle logarithmique, qu'elle s'exprime en décibels ou non. Dans des domaines technologiques, la loi logarithmique a des avantages de simplicité, et la différence avec la loi de Stevens, dans des domaines où la précision de la mesure est illusoire, n'est pas suffisante pour y renoncer.

## Les couleurs de Fechner
Dans un article des Annales de Poggendorf, en 1838, Fechner raconte qu'ayant fabriqué, en vue de déterminer la vision d'anneaux gris, un disque divisé en anneaux dont un secteur était noir le reste blanc, de sorte que la proportion de noir croisse en s'approchant du centre, il voyait, en faisant tourner le disque, non pas des gris comme il s'y attendait, mais des anneaux colorés et dont la couleur changeait avec la vitesse de rotation.
Cet effet, confirmé par de nombreuses personnes, est utilisé dans un jouet appelé Toton de Benham, du nom de son inventeur, diffusé à partir de 1894.
Les causes de l'apparition des couleurs de Fechner ne sont pas bien connues. L'effet se produit même si une source monochromatique éclaire le disque. On peut le provoquer avec des clignotements électroniques de lumière monochromatique.

## Publications
Œuvres
- Praemissae ad theoriam organismi generalem, Lipsiae 1823
- Das Büchlein vom Leben nach dem Tode, Dresden 1836.
- Ueber das höchste Gut, Leipzig 1846.
- Ueber die physikalische und philosophische Atomenlehre, Leipzig 1855.
- Elemente der Psychophysik, Leipzig, 1860.
- Zur Experimentalen Aesthetik, Leipzig 1871.

Œuvres traduites
- Elements of Psychophysics, New York, 1966.
- Le petit livre de la vie après la mort, suivi de Histoire de la maladie, traduit par Michele Ouerd et Annick Yaiche, Editions de l’éclat, 2024 (première édition L'éclat, 1987)
- Anatomie comparée des anges  suivi de Sur la Danse, [repris du précédent], postface de William James, Éditions de l'Éclat, 1997. Nouvelle édition sans la préface de William James, présenté par Michel Valensi, Editions de l'éclat, 2024.
- Nanna, ou la vie psychique des plantes, traduit et présenté par Gaël Cheptou, Editions de l'éclat 2024
- The Little Book of Life After Death, 2011.

monographies
- Isabelle Dupéron, Gustav Théodor Fechner : Le parallélisme psychophysiologique, Paris, Presses universitaires de France, 2000, 128 p.
- Henri F. Ellenberger (trad. de l'anglais), Histoire de l'inconscient, Paris, Fayard, 2001, 975 p. (ISBN 2-213-61090-8).
- G. Tiberghien, Initiation à la psychophysique, PUF, 1984.
- Renée Bouveresse-Quiliot, L'esthétique expérimentale, Ellipses, 1999.